# Tetragonia calycina
Tetragonia calycina är en isörtsväxtart som beskrevs av Edward Fenzl. Tetragonia calycina ingår i släktet tetragonior, och familjen isörtsväxter. Inga underarter finns listade i Catalogue of Life.